# 武胜县人民医院
武胜县人民医院是位于中国四川省武胜县沿口镇建设北路59号的一所二级乙等医院，它是武胜县唯一的综合型二级医院、第三军医大学新桥医院技术指导医院，华西医大网络协作医院，川北医学院教学医院、南充卫校实习基地。
现任院长为胡文兴。

## 历史
武胜县人民医院创建于1950年，起初在老县城中心镇，在1953年随县治搬迁至沿口镇。

## 简介
医院占地46亩，固定资产8000余万元。现有在职职工360人，其中专业技术人员298人，有高级专业技术人员30人，中级专业技术人员118人。开设病床300张。
医院科室设置齐全，有急诊科、内科、外科、骨科、妇科、儿科、五官科、口腔科、中西医结合科、肛肠科、康复、理疗科、皮肤科等14个临床科室和放射、CT、磁共振、检验、体外碎石、TCD、B超、心脑电、胃镜、病理、药剂11个医技科室，能全面开展二级医院全部医疗业务和部分三级医院医疗项目。